# Vanessa Fernandes
Vanessa de Sousa Fernandes (* 14. September 1985 in Perosinho, Vila Nova de Gaia) ist eine ehemalige portugiesische Radsportlerin und Triathletin. Sie ist Triathlon-Europameisterin (2004, 2005, 2006, 2007 und 2008), Triathlon-Weltmeisterin (2007) und Duathlon-Weltmeisterin (2007, 2008).

## Sportlicher Werdegang
Vanessa Fernandes kommt aus einer sportlichen Familie. Ihr Vater ist der ehemalige Radrennfahrer Venceslau Fernandes – Sieger der Portugal-Rundfahrt 1984.
Sie nahm erstmals 1999 als 14-Jährige an einem Triathlon teil. Fernandes trat dem Verein Belenenses Lissabon bei und konnte bereits nach drei Jahren ihre ersten internationalen Erfolge feiern.
Seit 2005 gehörte sie dem Sportverein Benfica Lissabon an. Fernandes wurde bisher einmal Junioren-Europameisterin (2002), dreimal U23-Europameisterin (2004, 2005 und 2006) und fünfmal in Folge Europameisterin der Elitekategorie (2004, 2005, 2006, 2007 und 2008) über die olympische Distanz (1,5 km Schwimmen, 40 km Radfahren und 10 km Laufen).

### Olympische Sommerspiele 2004
Bei den Olympischen Spielen 2004 in Athen wurde sie Achte.
2006 gewann Fernandes den Weltcup der International Triathlon Union und wurde zu Portugals Sportlerin des Jahres gewählt.
Ihr bisher größter Erfolg ist der Gewinn der Goldmedaille bei der Triathlon-Weltmeisterschaft 2007 in Hamburg. Darüber hinaus wurde Fernandes auch dreimal Welt- und einmal Europameisterin im Duathlon.

### Olympische Sommerspiele 2008
Bei den Olympischen Sommerspielen 2008 gewann sie in Peking die Silbermedaille.
2010 wurde Vanessa Fernandes zweifache portugiesische Radsportmeisterin, im Straßenrennen wie im Einzelzeitfahren.
2011 kündigte sie aus gesundheitlichen Gründen eine längere Auszeit vom Sport an.
Ihr Ziel war nach Athen und Peking ein dritter Start bei den Olympischen Spielen im Jahr 2016.
Bei ihrem zweiten Start auf der Mitteldistanz konnte die damals 31-Jährige im September 2017 den Ironman 70.3 Cascais für sich entscheiden.
Seit 2018 tritt Vanessa Fernandes nicht mehr international in Erscheinung.

## Auszeichnungen
- Sie wurde von der International Triathlon Union (ITU) im Jahr 2014 für die Aufnahme in die Hall of Fame nominiert.[3]

## Sportliche Erfolge
| Datum/Jahr    | Rang | Wettbewerb                                           | Austragungsort | Zeit        | Bemerkung                                                                                         |
| ------------- | ---- | ---------------------------------------------------- | -------------- | ----------- | ------------------------------------------------------------------------------------------------- |
| 23. Juli 2017 | 1    | ETU Triathlon Clubs European Championships           | Banyoles       | 00:21:40    | in der Staffel für „Sport Lisboa e Benfica“ mit Melanie Santos, Miguel Arraiolos und Joao Pereira |
| 24. Juni 2017 | 11   | ETU Sprint Distance Triathlon European Championships | Düsseldorf     | 01:04:32    | Europameisterschaft auf der Sprintdistanz beim T3 Triathlon                                       |
| 19. Sep. 2011 | 26   | ITU World Championship Series 2011                   | Yokohama       | 02:02:28    | Das Ergebnis des Rennens soll schon für die Saison 2012 berücksichtigt werden.                    |
| 6. Juni 2010  | 10   | ITU World Championship Series 2010                   | Madrid         | 02:08:08    | 3. Rennen der Serie                                                                               |
| Juli 2009     | 3    | ETU Triathlon European Championships                 | Rijssen-Holten | 01:56:32    | auf der olympischen Distanz (1,5 km Schwimmen, 40 km Radfahren, 10 km Laufen)                     |
| 18. Aug. 2008 | 2    | Olympische Sommerspiele 2008                         | Peking         | 01:59:34,63 | Silbermedaille hinter der Australierin Emma Snowsill                                              |
| 10. Mai 2008  | 1    | ETU Triathlon European Championships                 | Lissabon       | 02:05:46    | Sieg und Europameistertitel – mit 38 Sekunden Vorsprung auf die Italienerin Nadia Cortassa        |
| 30. Juni 2007 | 1    | ETU Triathlon European Championships                 | Kopenhagen     | 02:02:36    |                                                                                                   |
| 25. März 2007 | 3    | BG Triathlon Word Cup                                | Mooloolaba     | 02:00:01    | Dritte auf der olympischen Distanz                                                                |
| 1. Sep. 2007  | 1    | ITU Triathlon World Championships                    | Hamburg        | 01:53:27    | Triathlon-Weltmeisterin auf der Kurzdistanz                                                       |
| 6. Mai 2007   | 1    | BG Triathlon Word Cup                                | Lissabon       | 02:04:45    |                                                                                                   |
| 2007          | 1    | BG Triathlon Word Cup                                | Peking         | 02:00:36    | Sieg vor der Australierin Emma Snowsill                                                           |
| 2006          | 2    | ITU Triathlon World Championships                    | Lausanne       | 02:04:48    |                                                                                                   |
| 10. Sep. 2006 | 1    | BG Triathlon Word Cup                                | Hamburg        | 01:53:11    | Sieg vor der Neuseeländerin Debbie Tanner                                                         |
| 8. Juli 2006  | 1    | ETU Triathlon European Championship U23              | Rijeka         |             | U23-Europameisterun Triathlon                                                                     |
| 25. Juni 2006 | 1    | ETU Triathlon European Championships                 | Autun          | 02:10:41    |                                                                                                   |
| 20. Aug. 2005 | 1    | ETU Triathlon European Championships                 | Lausanne       | 02:07:39    |                                                                                                   |
| 17. Juli 2005 | 1    | ETU Triathlon European Championship U23              | Sofia          | 02:02:17    | U23-Europameisterin Triathlon                                                                     |
| 25. Aug. 2004 | 8    | Olympische Sommerspiele 2004                         | Athen          | 02:06:15,39 |                                                                                                   |
| 18. Apr. 2004 | 1    | ETU Triathlon European Championships                 | Valencia       | 01:56:51    | Sieg und Europameisterin auf der olympischen Distanz                                              |
| 2004          | 1    | ETU Triathlon European Championship U23              | Tiszaújváros   |             | U23-Europameisterin Triathlon                                                                     |
| 21. Juni 2003 | 1    | ETU Triathlon European Championship Junior Women     | Karlsbad       | 01:07:29    | Junioren-Europameisterin                                                                          |

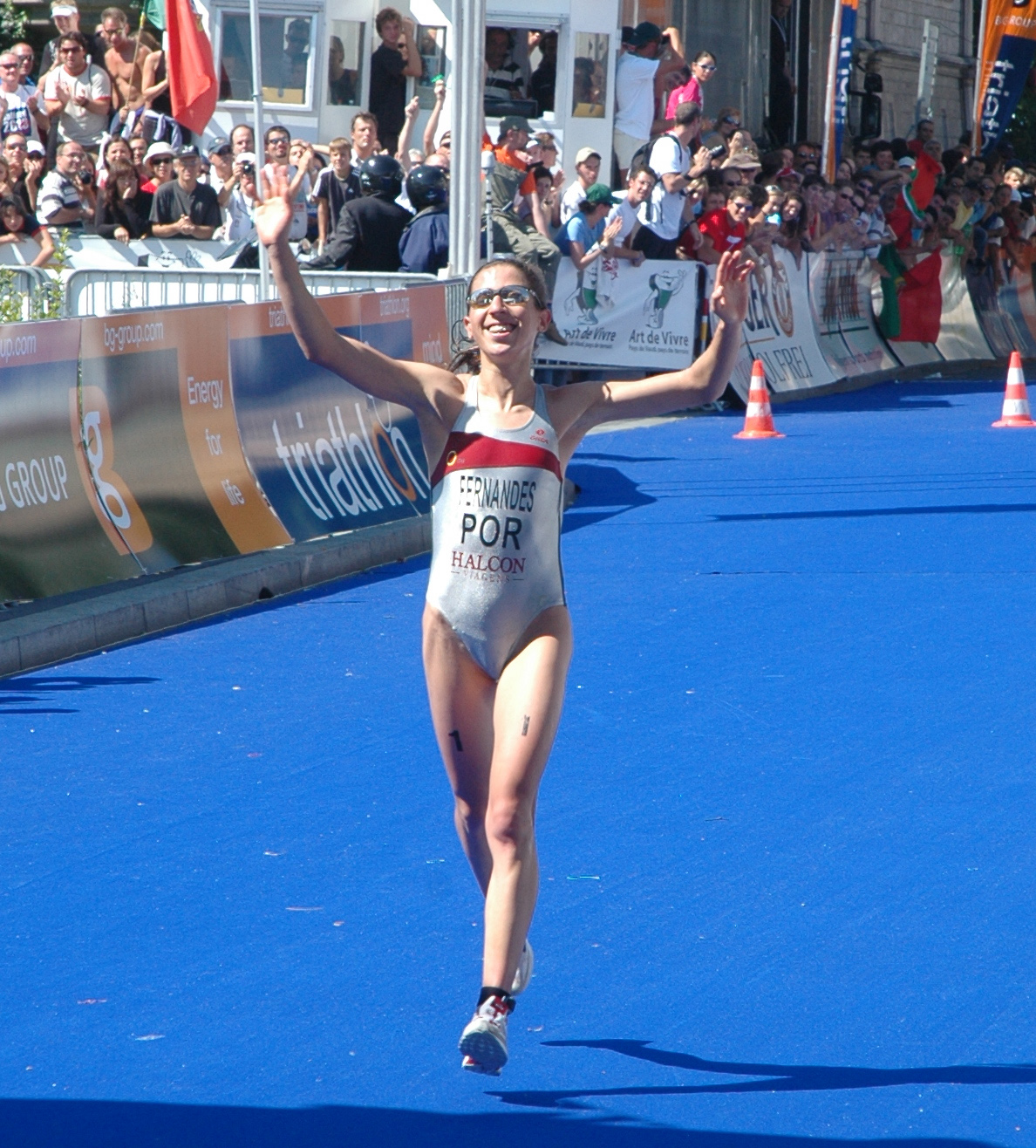
Vanessa Fernandes im Zieleinlauf der Weltmeisterschaft 2006 in Lausanne, wo sie den zweiten Rang belegte

| 6. Dez. 2003  | 2    | ITU Triathlon World Championship Junior Women        | Queenstown     | 01:07:24    | Junioren-Weltmeisterschaft (750 m Schwimmen, 20,9 km Radfahren und 5,4 km Laufen)                 |
| 6. Juni 2002  | 3    | ETU Triathlon European Championship Junior Women     | Győr           | 01:08:36    | Junioren-Europameisterschaft                                                                      |
| 2001          | 18   | ETU Triathlon European Championship Junior Women     | Karlsbad       | 01:17:34    | Junioren-Europameisterschaft                                                                      |

| Datum/Jahr   | Rang | Wettbewerb           | Austragungsort | Zeit     | Bemerkung                             |
| ------------ | ---- | -------------------- | -------------- | -------- | ------------------------------------- |
| 3. Sep. 2017 | 1    | Ironman 70.3 Cascais | Cascais        | 04:33:12 | Siegerin bei der Erstaustragung       |
| 7. Mai 2017  | 2    | Challenge Lisboa     | Lissabon       | 04:13:58 | Zweite hinter der Britin Lucy Charles |

| Datum/Jahr    | Rang | Wettbewerb                                      | Austragungsort | Zeit     | Bemerkung                             |
| ------------- | ---- | ----------------------------------------------- | -------------- | -------- | ------------------------------------- |
| 27. Sep. 2008 | 1    | ITU Duathlon World Championships                | Rimini         | 02:00:51 | Duathlon-Weltmeisterin                |
| 20. Mai 2007  | 1    | ITU Duathlon World Championships                | Győr           | 01:54:06 | Duathlon-Weltmeisterin                |
| 8. Okt. 2006  | 1    | ETU Duathlon European Championships             | Rimini         | 02:03:27 | Duathlon-Europameisterin              |
| 31. Aug. 2003 | 1    | ITU Duathlon World Championship Junior Women    | Affoltern      | 01:12:49 | Duathlon-Weltmeisterin Junioren       |
| 2002          | 3    | ETU Duathlon European Championship Junior Women | Zeitz          |          | Duathlon-Europameisterschaft Junioren |

| Datum/Jahr    | Rang | Wettbewerb        | Austragungsort | Distanz  | Zeit     | Bemerkung |
| ------------- | ---- | ----------------- | -------------- | -------- | -------- | --------- |
| 15. Nov. 2015 | 6    | Valencia-Marathon | Valencia       | Marathon | 02:31:22 |           |

(DNF – Did Not Finish)